# The Forgotten 45s
The Forgotten 45s was een programma op de Nederlandse radiozender Radio 10 Gold. Het werd tot en met 1 oktober 2006 elke zondagmiddag van 14:00 tot 18:00 uur uitgezonden. De presentator ervan was Mark de Brouwer.
Centraal in dit programma stonden, zoals de naam al zegt, "vergeten" hits, platen die je niet meer of nauwelijks nog hoort op de Nederlandse radio, of de plaat waaraan een luisteraar bijzondere herinneringen heeft.
De term '45s' stamt af uit de tijd dat er nog vinyl singles op 45 toeren op een platenspeler werden gedraaid.